# Valoreille
Valoreille é uma comuna francesa na região administrativa de Borgonha-Franco-Condado, no departamento de Doubs. Estende-se por uma área de 7,58 km². Em 2010 a comuna tinha 128 habitantes (densidade: 16,9 hab./km²).